# Zettelbank
Bei einer Zettel- oder Wechselbank handelte sich um Vorläufer von heutigen Notenbanken.

## Allgemeines
Diese Kreditinstitute, deren Tätigkeit in der Ausgabe und Annahme von Zetteln, Wechseln oder Kassenanweisungen bestand, waren Emittent von Währungen. Damit waren Zettelbanken also keine mit dem Zahlungsverkehr befassten Girobanken. Der Geschäftszweck einer Zettelbank bestand vielmehr darin, Sicht- oder Spareinlagen von jedermann anzunehmen und hierüber einen Bankschein („Bankzettel“) auszustellen, der bei Vorlage zur Barauszahlung an den Inhaber des Zettels führte. Die Bankzettel kursierten faktisch wie Bargeld, weil sie vom jeweiligen Inhaber eingelöst werden konnten. Die Rechtsform der Zettelbanken war meist die einer Privatbank, so dass der Staat keinen gesellschaftsrechtlichen Einfluss auf sie ausüben konnte.
Historisch galten die Zettel als Urkunden, deren Deckung aus Edelmetallen bestand. Dieses System setzte sich auch später als Goldstandard fort. Trotzdem kamen im 18. Jahrhundert in Deutschland auch Institute auf, die Kassenanweisungen ohne Edelmetalldeckung ausgaben, also nur auf Kredit.

## Geschichte

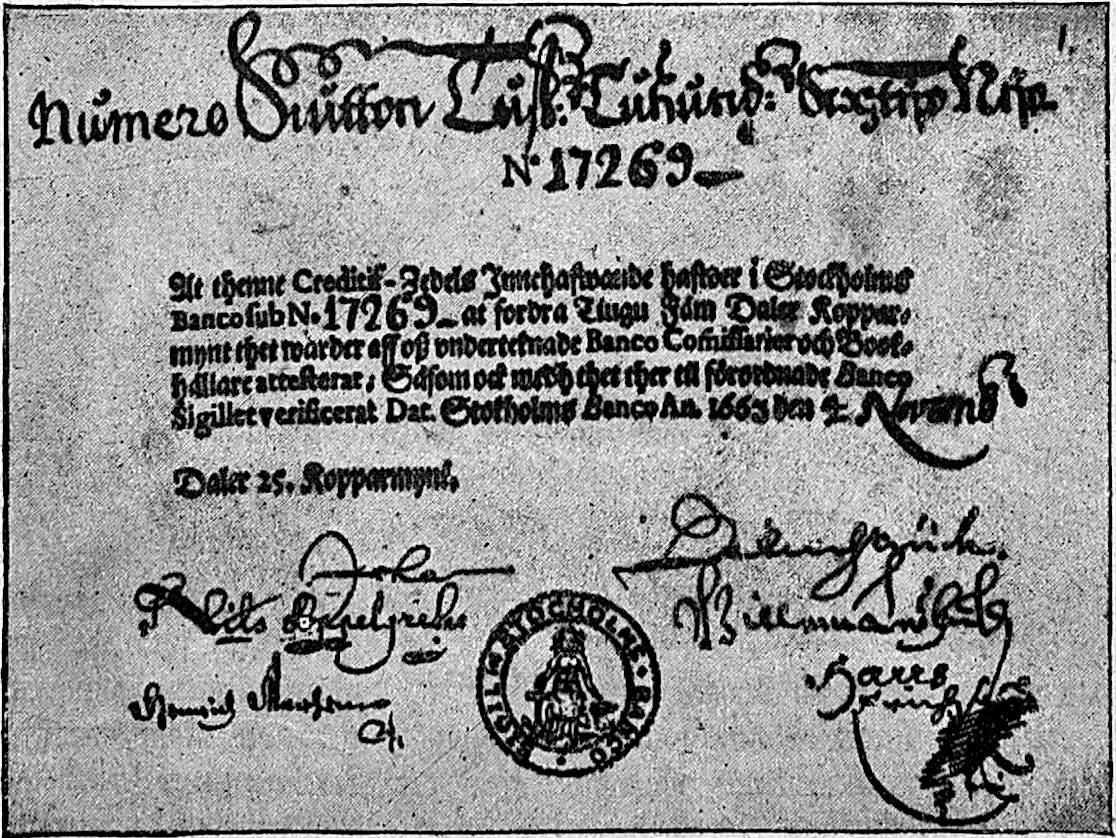
Ein „Creditif-Zedel“ aus dem Jahre 1663

Als erste Zettelbank gilt die Privatgenossenschaft der Circulations- und Zettelbank zu Genua, 1345 gegründet, erst 1407 funktionsfähig unter dem Namen „Casa di San Giorgio“ und 1808 liquidiert. Als die Österreicher Genua im Jahre 1746 eroberten, geriet die genuesische Zettelbank in Schwierigkeiten, weil das gesamte zur Deckung der Zettel nötige Vermögen von den Eroberern konfisziert worden war. Die am 31. Januar 1609 eröffnete Amsterdamer Wechselbank (niederländisch Amsterdamsche Wisselbank) war die erste städtische Wechselbank in Westeuropa. Ihr folgte im November 1656 die schwedische Palmstruch-Bank, die als Privatbank ab dem 16. Juli 1661 weltweit das erste Papiergeld ausgab. Die Schwedische Reichsbank entstand im September 1668 als Zettelbank, die 1897 das Monopol auf die Emission von Banknoten erhielt. Die Zettel waren also die Vorläufer des Banknoten-Geldes.
Kurfürst Johann Wilhelm II. schlug in Deutschland am 2. März 1705 die Gründung der Banco di gyro d’affrancatione vor, sie galt als erste Zettelbank des Reichs und gab die ersten Zahlungsmittel in Form von Bancozetteln in Deutschland aus („Churfürst Pfälzisch Gülich und Bergischer Banco Zettel“). Das Wort „Affrancation“ stand für Schuldenbefreiung oder Kreditablösung. Die Bank sollte der „Abhelfung der durch den Krieg veranlassten Geldverlegenheiten und zur Befriedigung der vielen Gläubiger“ dienen. Wilhelm bestimmte, dass die Depositen- und Zettelbank ihren Sitz in der „heylig Römischen Reichs freyer statt Cöllen“ haben sollte. Erst am 30. April 1706 wurde eine „Bankinstruction“ mit Benennung der Organe erlassen, am 5. Mai 1706 verlangte Willem von den Deputierten statt der ursprünglich geforderten Zeichnung von je 106.000 Talern den in 10 Jahren zahlbaren zehnfachen Betrag. Im Jahre 1706 gelangten die ersten Bancozettel in Umlauf. Die Bank erweiterte das Kölner Bankwesen und residierte auf der Hohe Pforte Nr. 23–25, wo der Kölner Hofbankier Johann Heinrich Sybertz (oder Siebertz) die Bancozettel zu „Cölln auf der Hohen Pforten“ einlöste. Im Jahre 1713 entschied das Reichskammergericht, dass die Banco-Zettel als Zahlungsmittel akzeptiert werden mussten.
Am 24. Dezember 1705 erließ Kaiser Josef I. das Statut der Wiener Stadt-Banco. Die von John Law im Mai 1716 in Paris gegründete Zettelbank „Banque Royale“ gab ab 1718 Zettel aus, die bereits 1720 durch Bankrott wertlos waren. Im Jahre 1765 entstand in Preußen die Königliche Giro- und Lehnbanco, die ab 1766 Banknoten emittierte, diese Aufgabe jedoch 1771 vorläufig einstellte, um sie 1793 wieder aufzunehmen.